# Чемпионат Исландии по волейболу среди женщин
Чемпионат Исландии по волейболу среди женщин — ежегодное соревнование женских волейбольных команд Исландии. Проводится с 1974 года.
Соревнования проходят в семи дивизионах — высшем и с 1-го по 6-й. Организатором чемпионатов является Волейбольный союз Исландии.

## Формула соревнований (высший дивизион)
Чемпионат 2024/25 в высшем дивизионе проходил в два этапа — предварительный и плей-офф. На предварительной стадии команды играли в 3 круга. 4 лучшие вышли в плей-офф и по системе с выбыванием определили финалистов, которые разыграли первенство. Серии матчей плей-офф проводились до двух (полуфинал) и до трёх (финал) побед одного из соперников.
За победы со счётом 3:0 и 3:1 команды получают по 3 очка очка, за победу 3:2 — 2, за поражение 2:3 — 1 очко, за поражения 0:3 и 1:3 очки не начисляются.
В чемпионате 2024/25 в высшем дивизионе участвовали 7 команд: КА (Акюрейри), «Вёльсунгюр» (Хусавик), «Афтюрельдинг» (Мосфедльсбайр), ХК (Коупавогюр), «Троттюр» (Нескёйпстадюр), «Троттюр» (Рейкьявик), «Аульфтанес». Чемпионский титул в 4-й раз подряд выиграла команда КА, победившая в финальной серии «Вёльсунгюр» 3-0 (3:0, 3:0, 3:1). 3-е место занял «Афтюрельдинг».

## Чемпионы
| - 1974 УМФ «Бискюпстунга» Сельфосс - 1975 «Викингюр» Рейкьявик - 1976 «Викингюр» Рейкьявик - 1977 ИМА Рейкьявик - 1978 «Вёльсингюр» Хусавик - 1979 «Вёльсингюр» Хусавик - 1980 «Вёльсингюр» Хусавик - 1981 «Вёльсингюр» Хусавик - 1982 ИС Рейкьявик - 1983 «Троттюр» Рейкьявик - 1984 «Вёльсингюр» Хусавик - 1985 ИС Рейкьявик - 1986 ИС Рейкьявик - 1987 «Викингюр» Рейкьявик - 1988 «Брейдаблик» Коупавогюр - 1989 «Викингюр» Рейкьявик - 1990 ИС Рейкьявик - 1991 «Викингюр» Рейкьявик - 1992 ИС Рейкьявик - 1993 «Викингюр» Рейкьявик - 1994 ИС Рейкьявик - 1995 ХК Коупавогюр - 1996 «Троттюр» Нескёйпстадюр - 1997 ИС Рейкьявик - 1998 «Викингюр» Рейкьявик - 1999 ИС Рейкьявик | - 2000 «Троттюр» Нескёйпстадюр - 2001 «Троттюр» Нескёйпстадюр - 2002 «Троттюр» Нескёйпстадюр - 2003 «Троттюр» Нескёйпстадюр - 2004 «Троттюр» Рейкьявик - 2005 КА Акюрейри - 2006 «Троттюр» Нескёйпстадюр - 2007 «Троттюр» Рейкьявик - 2008 «Троттюр» Нескёйпстадюр - 2009 ХК Коупавогюр - 2010 ХК Коупавогюр - 2011 «Троттюр» Нескёйпстадюр - 2012 «Афтюрельдинг» Мосфедльсбайр - 2013 «Троттюр» Нескёйпстадюр - 2014 «Афтюрельдинг» Мосфедльсбайр - 2015 ХК Коупавогюр - 2016 «Афтюрельдинг» Мосфедльсбайр - 2017 ХК Коупавогюр - 2018 «Троттюр» Нескёйпстадюр - 2019 КА Акюрейри - 2020 чемпионат не завершён, итоги не подведены - 2021 «Афтюрельдинг» Мосфедльсбайр - 2022 КА Акюрейри - 2023 КА Акюрейри - 2024 КА Акюрейри - 2025 КА Акюрейри |